# Dance (Disco Heat)
Pour les articles homonymes, voir Dance (homonymie).
Singles par
Over and Over
(1977) You Make Me Feel (Mighty Real)
(1978)
Dance (Disco Heat) est une chanson du chanteur américain Sylvester. La chanson figure sur son album Step II (en) sorti en 1978, et est accompagnée des chœurs de Two Tons O' Fun.

## Classements
La chanson est le premier succès de Sylvester dans le Top 40 aux États-Unis, où elle atteint la 19e place du Billboard Hot 100 à l'automne 1978, ainsi que la 29e place du UK Singles Chart.  
Un single 12 pouces est publié en 1978, constitué de Dance (Disco Heat) en face A et You Make Me Feel (Mighty Real) en face B, les deux titres s'avérant très populaires dans les clubs de l'époque. Les deux chansons occupent la première place du Billboard Dance Club Songs pendant six semaines en août et septembre de la même année, établissant la carrière de Sylvester en tant qu'interprète de disco et de dance, tant aux États-Unis qu'à l'étranger. 